# Copa Africana de Clubes Campeones 1990
La Copa Africana de Clubes Campeones de 1990 fue la 25ta edición del torneo anual de fútbol a nivel de clubes organizado por la CAF.
El JS Kabylie de MarruecosArgelia ganó la final, proclamándose campeón por segunda ocasión. Anteriormente fueron campeones con el nombre JE Tizi-Ouzou.

## Ronda preliminar
| Equipo 1               | Agr.     | Equipo 2              | Ida | Vuelta |
| ---------------------- | -------- | --------------------- | --- | ------ |
| Sotema                 | 2–2 (v.) | BDF XI                | 1–0 | 1–2    |
| Kaloum Star            | 3–0      | Benfica de Bissau     | 2–0 | 1–0    |
| ASKO Kara              | 3–0      | ASFA Yennenga         | 1–0 | 2–0    |
| Al-Ittihad             | 6–3      | Olympic FC de Niamey  | 6–1 | 0–2    |
| Arsenal                | 4–0      | Manzini Sundowns      | 1–0 | 3–0    |
| Dragons de l'Ouémé     | 0–3      | Mighty Barrolle       | 0–0 | 0–3    |
| Inter Star             | 2–3      | Petro Atlético Luanda | 2–0 | 0–3    |
| Mogadishu Municipality | 3–4      | Saint Louis           | 1–0 | 2–4    |
| Malindi                | 1–2      | Mukungwa              | 0–0 | 1–2    |
| Renaissance            | 2–3      | SCAF Tocages          | 2–2 | 0–1    |

## Primera ronda
| Equipo 1              | Agr.         | Equipo 2              | Ida | Vuelta |
| --------------------- | ------------ | --------------------- | --- | ------ |
| Leopards              | 7–5          | Saint Louis           | 4–2 | 3–3    |
| Sogara                | 0–3          | Étoile du Congo       | 0–2 | 0–1    |
| Al-Ahly               | 8–0          | Al-Ittihad            | 5–0 | 3–0    |
| Al-Hilal              | 6–0          | Mukungwa              | 4–0 | 2–0    |
| Asante Kotoko         | 5–1          | Freetown United       | 4–0 | 1–1    |
| Motema Pembe          | 1–3          | Africa Sports         | 1–0 | 0–3    |
| Diaraf                | 1–3          | Iwuanyanwu Nationale  | 1–0 | 0–3    |
| Dynamos               | 2–2 (5-4 p.) | Petro Atlético Luanda | 1–1 | 1–1    |
| Espérance de Tunis    | 3–0          | Stade Malien          | 2–0 | 1–0    |
| FAR Rabat             | 5–1          | Kaloum Star           | 4–0 | 1–1    |
| Ferroviário de Maputo | 1–2          | Arsenal               | 1–0 | 0–2    |
| Kabylie               | 10–0         | ASKO Kara             | 6–0 | 4–0    |
| Nkana Red Devils      | 4–1          | Express               | 3–1 | 1–0    |
| Bafoussam             | 2–1          | SCAF Tocages          | 2–1 | 0–0    |
| Raja Casablanca       | 3–2          | Mighty Barrolle       | 2–0 | 1–2    |
| Sunrise Flacq United  | 4–3          | Sotema                | 4–1 | 0–2    |

## Segunda ronda
| Equipo 1             | Agr.         | Equipo 2             | Ida | Vuelta |
| -------------------- | ------------ | -------------------- | --- | ------ |
| Africa Sports        | 3–4          | Iwuanyanwu Nationale | 1–1 | 2–3    |
| Al-Ahly              | 0–0 (2-4 p.) | Espérance de Tunis   | 0–0 | 0–0    |
| Arsenal              | 1–8          | Nkana Red Devils     | 0–3 | 1–5    |
| Dynamos              | 2–2 (v.)     | Al-Hilal             | 2–1 | 0–1    |
| Étoile du Congo      | 2–4          | Kabylie              | 2–2 | 0–2    |
| FAR Rabat            | 3–4          | Asante Kotoko        | 3–3 | 0–1    |
| RC Bafoussam         | w/o          | Raja Casablanca      | –   | –      |
| Sunrise Flacq United | 1–4          | Leopards             | 1–1 | 0–3    |

1- el Raja Casablanca abandonó el torneo

## Cuartos de final
| Equipo 1             | Agr. | Equipo 2           | Ida | Vuelta |
| -------------------- | ---- | ------------------ | --- | ------ |
| Leopards             | 2–4  | Kabylie            | 2–1 | 0–3    |
| Iwuanyanwu Nationale | 3–2  | Espérance de Tunis | 2–1 | 1–1    |
| Al-Hilal             | 3–4  | Asante Kotoko      | 2–2 | 1–2    |
| Racing FC Bafoussam  | 1–3  | Nkana Red Devils   | 0–1 | 1–2    |

## Semifinales
| Equipo 1         | Agr. | Equipo 2             | Ida | Vuelta |
| ---------------- | ---- | -------------------- | --- | ------ |
| Asante Kotoko    | 1–2  | Kabylie              | 1–0 | 0–2    |
| Nkana Red Devils | 2–0  | Iwuanyanwu Nationale | 1–0 | 1–0    |

## Final
| Equipo 1 | Agr.           | Equipo 2         | Ida | Vuelta |
| -------- | -------------- | ---------------- | --- | ------ |
| Kabylie  | 1–1 (5-3 pen.) | Nkana Red Devils | 1–0 | 0–1    |

## Campeón
| Bandera de Argelia |
| Kabylie 2º título  |